# Архалаксис
Архалаксис (грец. arche — початок і грец. állaxis — зміна) — один із способів еволюції, при якому зміна первинної закладки органу відбувається на ранній стадії ембріогенезу і змінює весь подальший хід його розвитку. Термін «архалаксис» введений О. М. Сєверцовим в 1910 році в його теорії філембріогенезу. При архалаксису відбувається відносна велика стрибкоподібна зміна будови органів і утворення нових органів, відсутніх у предків. Архалаксис — засіб пристосування до умов довкілля, що швидко змінюються. В. Гарстенг (1922) еволюцію шляхом зміни ранніх стадій онтогенезу назвав неогенезом. Б. Ренш (1954) розрізняє архалаксис органу і архалаксис тотальний (загальний).

## Приклади
За типом архалаксису розвиваються, наприклад, закладки черевних плавців у вищих кісткових риб — не біля анального отвору, як у нижчих риб, а біля голови, або закладка волосся у зародків ссавців (замість рогових лусок у їх предків).